# San Joaquin (wulkan)
San Joaquin, także Pico Biao i Pico do Moka – jeden z trzech wulkanów tarczowych na wyspie Bioko w Gwinei Równikowej. 

## Opis
San Joaquin jest jednym z trzech połączonych wulkanów tarczowych tworzących wyspę Bioko. Wraz z sąsiadującym z nim wulkanem San Carlos (2260 m n.p.m.) buduje jej południową część. Zbudowany jest z bazaltu i trachybazaltu. Jego krater ma średnicę 400 m. Zbocza wulkanu porasta las, a na szczycie znajduje się niewielka kaldera z jeziorem. Na zboczu północno-wschodnim leży jezioro kraterowe. Wulkan uznawany jest za czynny na przestrzeni ostatnich 2000 lat, lecz niewiele wiadomo na temat jego historii geologicznej.        